# Haus Drei Könige (Leipzig)

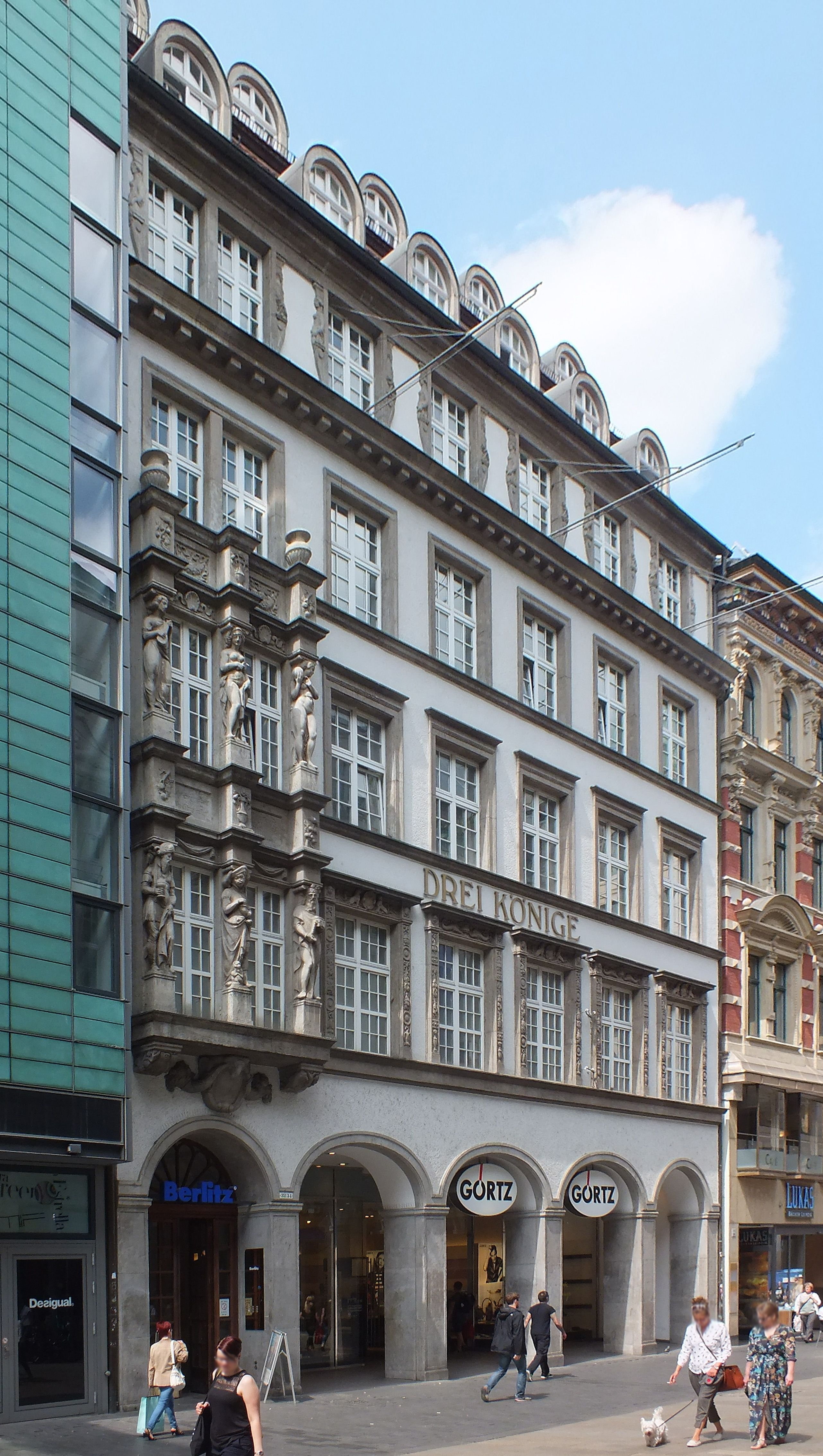
Das Haus Drei Könige

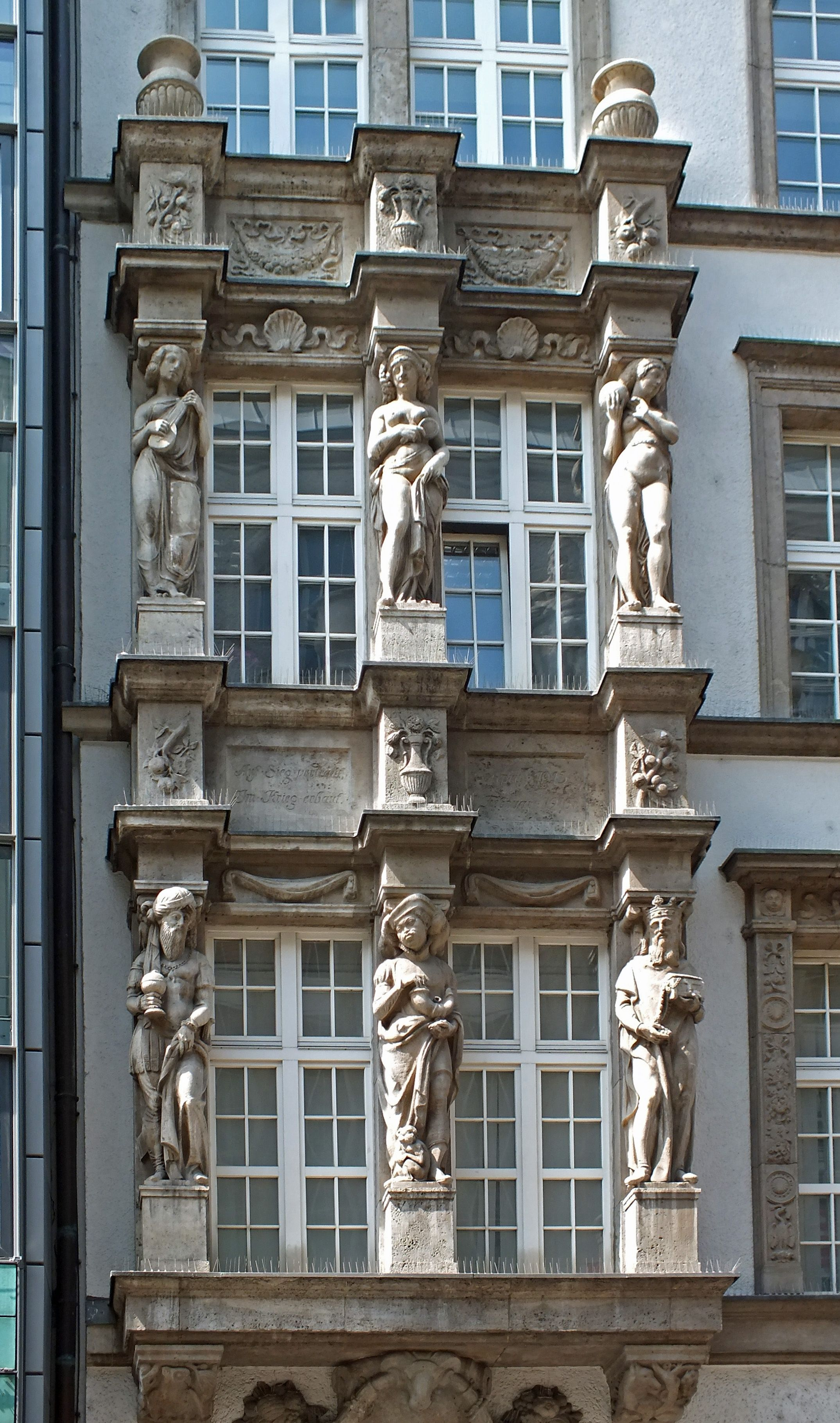
Der Erker

Das Haus Drei Könige in der Leipziger Petersstraße 32/34 ist ein Geschäftshaus, das bis 1990 eines der innerstädtischen Messehäuser war. Mit 2500 m² Ausstellungsfläche war es eines der kleinsten. In ihm wurden zu den Leipziger Messen Schuhe ausgestellt.

## Das Gebäude
Das Gebäude präsentiert sich zur Straße mit einer etwa 19 Meter breiten Front, die in sieben Fensterachsen gegliedert ist. Die gesamte Anlage erstreckt sich etwa 60 Meter in die Tiefe und umschließt einen seitlich gelegenen schmalen Innenhof von zirka 20 Metern Länge. Über dem Erdgeschoss des Vordergebäudes erheben sich vier Obergeschosse. Das Dach zieren zwei Reihen Dachgauben mit Rundbogenabschluss. Die Putzfassade wird durch Muschelkalkelemente strukturiert. Die durch ein Ladengeschäft genutzte Erdgeschosszone weist eine fünfteilige Rundbogengliederung auf, wobei im linken Bogen der Eingang zum Gebäude liegt. Über diesem erhebt sich ein zweigeschossiger Erker. In dessen erstem Geschoss sind, von Georg Albertshofer (1864–1933) geschaffen, die Heiligen Drei Könige als Skulpturen dargestellt. Das darüber liegende Erkergeschoss zeigt drei allegorische Figuren. Damit nimmt der Erker einerseits die Tradition der Leipziger Barockerker auf und ist gleichzeitig Hauszeichen.

## Geschichte
1680 wurde für das linke der beiden Grundstücke, die das Haus jetzt einnimmt (Nr. 34), ein Gasthof „Zu den drei Königen“ beschrieben.
Name und Gewerbe blieben bei Um- und Neubauten bis zum Beginn des 20. Jahrhunderts erhalten.
In den 1860er Jahren richtete sich im Hinterhaus der Drei Könige in einem ehemaligen Pferdestall August Bebel seine Drechslerwerkstatt ein, die er bis 1876 betrieb, und in der ersten Etage wohnte er.
Die Häuser auf beiden Grundstücken wurden 1915 abgerissen, um Platz für ein Messehaus zu schaffen. Dabei wurden die Figuren der drei Könige, die sich in der Fensterfront der ersten Etage befanden, dem Stadtgeschichtlichen Museum übergeben.
Von April 1915 bis Februar 1916, also während des Ersten Weltkrieges, wurde das neue Messehaus errichtet. Diese Daten stehen auch im Mittelstück des Erkers zusammen mit dem Spruch „Auf Sieg vertraut – Im Krieg gebaut“. Architekten waren die Leipziger Gustav Pflaume und Julius Nebel sowie der Münchner Hans Stöcklein. Als Name des in Stahlbetonbauweise errichteten Ausstellungsbaus wurde der der ehemaligen Gaststätte übernommen. Über 70 Jahre war hier das Zentrum der Schuhmesse. Die Gaststättentradition wurde anfangs auch im neuen Haus durch ein Kaffeehaus „Drei Könige“ im Erdgeschoss fortgesetzt.
Mit dem Übergang zu Fachmessen ab 1990 statt des alten Universalmesse-Konzepts wurde das Messehaus Drei Könige in ein Bürohaus umgenutzt.